# Раювци
Раювци (болг. Раювци) — село в Болгарии. Находится в Великотырновской области, входит в общину Елена. Население составляет 44 человека (2022).

## Политическая ситуация
Раювци подчиняется непосредственно общине и не имеет своего кмета.
Кмет (мэр) общины Елена — Сашо Петков Топалов (Болгарская социалистическая партия (БСП)) по результатам выборов в правление общины.